# Myosotis galpinii
Myosotis galpinii är en strävbladig växtart som beskrevs av Charles Henry Wright. Myosotis galpinii ingår i släktet förgätmigejer, och familjen strävbladiga växter. Inga underarter finns listade i Catalogue of Life.